# Коростенский мясокомбинат
Коростенский мясокомбинат (укр. Коростенський м’ясокомбінат) — предприятие пищевой промышленности в городе Коростень Житомирской области.

## История
Предприятие было создано в соответствии с четвёртым пятилетним планом восстановления и развития народного хозяйства СССР, введено в эксплуатацию в 1946 году (под названием Коростенский мясоптицекомбинат) и в советское время входило в число ведущих предприятий города.
В советское время мясокомбинат (вместе с тремя другими мясокомбинатами области и шестью обеспечивавшими их деятельность заготовительными совхозами) входил в состав Житомирского производственного объединения мясной промышленности.
После провозглашения независимости Украины мясокомбинат был передан в коммунальную собственность Житомирской области и включён в реестр государственных предприятий пищевой промышленности Украины, подконтрольных государственной службе ветеринарной медицины Украины.
В мае 1995 года Кабинет министров Украины включил комбинат в перечень предприятий, подлежащих приватизации в течение 1995 года, после чего государственное предприятие было преобразовано в открытое акционерное общество.
По состоянию на 2006 год, комбинат входил в число 40 крупнейших промышленных предприятий Житомирской области (производственные мощности комбината позволяли перерабатывать до 2,5 тыс. тонн мяса в год).
Начавшийся в 2008 году экономический кризис, увеличение импорта в страну мясных изделий и полуфабрикатов после вступления Украины в ВТО в мае 2008 года, а также вступивший в силу с 1 января 2009 года закон, отменивший нулевую ставку НДС для сельхозпроизводителей всех форм собственности при поставке ими перерабатывающим предприятиям молока или мяса в живом весе осложнили положение предприятия, в 2009 году владельцем контрольного пакета акций комбината стала киевская инвестиционная компания ООО «Фаворит Плюс ЛТД».

## Современное состояние
На данный момент никто не знает кому принадлежит мясоптицекомбинат и сейчас предприятие в аварийном и заброшенном состоянии